# Manœuvre de Guillemard
Au bridge, la manœuvre de Guillemard a pour but d'éviter la perte d'une levée dans une couleur 7e, au cas où celle-ci serait répartie 4-2 chez l'adversaire : pour conserver une possibilité de coupe, on laisse traîner un atout adverse et on joue les 3 premières levées de la couleur :
- si celle-ci est répartie 3-3 chez l'adversaire, pas de problème.

- si celle-ci est répartie 4-2 :
  - soit l'atout adverse résiduel est du côté des 2 cartes : on n'a rien gagné mais rien perdu non plus (c'est ce qu'il faut bien comprendre, la manœuvre de Guillemard ne peut rien coûter), puisqu'on récupère la levée en coupant la carte perdante avec l'atout -précieusement- conservé,
  - soit l'atout adverse résiduel est du côté des 4 cartes : on va couper la 4e carte (la perdante) et gagner ainsi une levée.

La manœuvre de Guillemard doit son nom au Dr Henri Guillemard (1870-1944), auteur de deux livres bien reçus en leur temps : Le Bridge pratique (Paris : Flammarion, 1931) et Cent problèmes de bridge (Paris : Flammarion, 1933).

## Exemple
| ♠ | V 3 2   |
| ♥ | A D 4   |
| ♦ | V 6 5 2 |
| ♣ | 9 6 3   |

| ♠ | ………… |
| ♥ | ………  |
| ♦ | ………… |
| ♣ | ………… |

| ♠ | ………… |
| ♥ | ………  |
| ♦ | ………… |
| ♣ | ………… |

| ♠ | A R D 5 4 |
| ♥ | R 8 5 3   |
| ♦ | R 8       |
| ♣ | A 5       |

| ♠ | V 3 2   |
| ♥ | A D 4   |
| ♦ | V 6 5 2 |
| ♣ | 9 6 3   |

| ♠ | ………… |
| ♥ | ………  |
| ♦ | ………… |
| ♣ | ………… |

| ♠ | ………… |
| ♥ | ………  |
| ♦ | ………… |
| ♣ | ………… |

| ♠ | A R D 5 4 |
| ♥ | R 8 5 3   |
| ♦ | R 8       |
| ♣ | A 5       |

| ♠ | V 3 2   |
| ♥ | A D 4   |
| ♦ | V 6 5 2 |
| ♣ | 9 6 3   |

| ♠ | ………… |
| ♥ | ………  |
| ♦ | ………… |
| ♣ | ………… |

| ♠ | ………… |
| ♥ | ………  |
| ♦ | ………… |
| ♣ | ………… |

| ♠ | A R D 5 4 |
| ♥ | R 8 5 3   |
| ♦ | R 8       |
| ♣ | A 5       |

| ♠ | V 3 2   |
| ♥ | A D 4   |
| ♦ | V 6 5 2 |
| ♣ | 9 6 3   |

| ♠ | ………… |
| ♥ | ………  |
| ♦ | ………… |
| ♣ | ………… |

| ♠ | ………… |
| ♥ | ………  |
| ♦ | ………… |
| ♣ | ………… |

| ♠ | A R D 5 4 |
| ♥ | R 8 5 3   |
| ♦ | R 8       |
| ♣ | A 5       |

Ici, après avoir pris l'entame et joué 2 tours d'atout pour vérifier la répartition 3-2, on joue successivement A, D et R♥. 
Si les ♥ sont 3-3, le 8 est maître ; mais l'intérêt de la manœuvre, c'est que si l'adversaire qui détient le dernier atout a aussi 4 cartes à ♥, il est réduit à l'impuissance.
Enfin, si l'adversaire coupe le R♥ avec son dernier atout, on n'aura rien perdu puisque l'on peut couper le 8♥ avec le V♠. 
En règle générale, si la manœuvre de Guillemard réussit, il y a une bonne probabilité que le mort inversé puisse aussi être utilisé, et ceci avec de bien meilleures chances de succès.